# Gouvernement Joseph-Adolphe Chapleau
Québec
Gouvernement Joly de Lotbinière Gouvernement Mousseau
Le gouvernement de Joseph-Adolphe Chapleau succède à celui du gouvernement libéral de Henri-Gustave Joly de Lotbinière, bloqué par le Conseil législatif, à prédominance conservatrice, qui refuse de lui voter ses subsides, et par le lieutenant-gouverneur Théodore Robitaille qui rejette sa demande de déclencher des élections. Le mandat du gouvernement Chapleau s'étend du 31 octobre 1879 au 31 juillet 1882.

## Caractéristiques
Le gouvernement Chapleau est le premier gouvernement québécois à négocier un accord économique international (soit avec la France). Il favorise la colonisation dans les Laurentides (l'épopée du curé Labelle) et commence à préconiser l’industrialisation de la province. Attiré par le pouvoir à Ottawa, Chapleau laisse cependant son parti divisé entre les ultramontains et les conservateurs de l'école de Cartier. Le gouvernement Mousseau aura de la misère à gérer cette crise.

## Chronologie
- 31 octobre 1879 : assermentation du cabinet Chapleau devant le lieutenant-gouverneur Théodore Robitaille. Deux des ministres, Théodore Paquet et Edmund James Flynn, sont des transfuges libéraux, mais aucun n'est de l'aile ultramontaine du Parti conservateur. C'est la lutte ouverte entre les deux branches du Parti.
- Hiver 1880 : tractations entre Chapleau et les libéraux d'Honoré Mercier dans le but de former un gouvernement de coalition. Chapleau veut ainsi contrer une éventuelle opposition des ultramontains en Chambre, qui pourrait renverser le gouvernement. Les négociations n'aboutissent pas car Mercier demande l'abolition du Conseil législatif, ce à quoi s'oppose Chapleau.
- 29 mai 1880 : inauguration de la troisième session de la quatrième législature.
- 20 juillet 1880 : le Québec en vient à une entente avec la Banque de Paris et des Pays-Bas pour un emprunt de 4 millions de dollars. Il s'agit du premier accord économique entre le Québec et la France depuis le traité de Paris de 1763.
- Janvier 1881 : inauguration du Crédit foncier franco-canadien. Son fonds de 5 millions de dollars (25 millions d'anciens francs) servira à consentir des prêts aux agriculteurs, aux municipalités et au gouvernement lui-même.
- Printemps 1881 : Chapleau et Mercier négocient de nouveau pour former un gouvernement de coalition. Mercier est prêt à accepter un conservateur comme chef de la coalition mais exige au préalable la démission de Chapleau. Les tractations sont de nouveau rompues.
- 28 avril 1881 : début de la quatrième session de la quatrième législature, marquée par un scandale financier. Chapleau et Théodore Paquet auraient reçu 14 000 $ chacun pour leur aide à fonder le Crédit foncier.
- 7 novembre 1881 : Chapleau annonce des élections pour le 2 décembre.
- 2 décembre 1881 : Chapleau accroît sa majorité en Chambre, lors des élections générales, avec 52 conservateurs contre seulement 13 libéraux.
- 28 janvier 1882 : J. G. Robertson démissionne de son poste de trésorier provincial, se disant en désaccord avec la prochaine privatisation du Québec, Montréal Ottawa et Occidental.
- 4 mars 1882 : Québec annonce officiellement la privatisation du Québec, Montréal Ottawa et Occidental (le chemin de fer de la rive nord du Saint-Laurent). La partie ouest est vendue au Canadian Pacific Railway Cie pour 4 millions de dollars, la partie est à un syndicat financier pour la même somme. Ce syndicat est géré par Louis-Adélard Sénécal, un ami intime de Chapleau. L'opposition crie au favoritisme.
- 8 mars-27 mai 1882 : première session de la cinquième législature. Chapleau réussit de peine et de misère à faire voter la vente du chemin de fer.
- 31 juillet 1882 : Joseph-Adolphe Chapleau fait le saut à Ottawa où il devient le lieutenant québécois de John A. Macdonald. Celui-ci le nomme secrétaire d'État. Joseph-Alfred Mousseau lui succède comme premier ministre.

## Composition
| Rôle                                                | Titulaire               |
| --------------------------------------------------- | ----------------------- |
| Premier ministre                                    | Joseph-Adolphe Chapleau |
| Commissaire de l'Agriculture et des Travaux publics | Joseph-Adolphe Chapleau |
| Secrétaire provincial                               | Théodore Paquet         |
| Trésorier provincial                                | Joseph Gibb Robertson   |
| Solliciteur général                                 | William Warren Lynch    |
| Procureur général                                   | Louis-Onésime Loranger  |
| Commissaire des Terres de la Couronne               | Edmund James Flynn      |

Remaniement ministériel en 1882 : 
- Élisée Dionne : ministre de l'Agriculture, ministre des Travaux publics.
- Jonathan Saxton Campbell Würtele : trésorier provincial